# Campiña Sur
Campiña Sur è una comarca della Spagna, situata nella provincia di Cordova, in Andalusia.